# Phinées
 (novembre 2016).
Si vous disposez d'ouvrages ou d'articles de référence ou si vous connaissez des sites web de qualité traitant du thème abordé ici, merci de compléter l'article en donnant les références utiles à sa vérifiabilité et en les liant à la section « Notes et références ».
Phinées, ou Phinée, ou Phinéas, ou Pinhas, ou Finéas, est un personnage biblique, troisième grand prêtre des Hébreux, fils d'Éléazar, lui-même fils d'Aaron. 

## Récit biblique
Phinées est nommé dans le Livre de l'Exode (6:25) : « Éléazar, fils d'Aaron, prit pour femme une des filles de Phuthiel, qui lui enfanta Phinées. » Il apparaît ensuite dans le Livre des Nombres (25:6-13, et 31:6). Les Hébreux, après avoir traversé le Sinaï, sont arrivés dans le royaume de Moab. Ils commencent à , qui les attirent vers le culte de leur dieu Belphégor. « Dieu dit à Moïse : « Assemble tous les chefs du peuple et pends les coupables devant Dieu, à la face du soleil, afin que le feu de la colère de Dieu se détourne d'Israël ». Et Moïse dit aux juges d'Israël : « Que chacun de vous mette à mort ceux de ses gens qui se sont attachés à Belphégor » » (25:4-5). Pendant cette réunion, un certain Zamri, fils de Salu, passe par hasard en compagnie d'une femme madianite. « À cette vue, Phinées, fils d'Éléazar, fils d'Aaron, le prêtre, se leva du milieu de l'assemblée, il prit une lance dans sa main, suivit l'homme d'Israël dans l'arrière-tente et les transperça tous les deux, l'homme d'Israël et la femme, par le ventre. Alors la plaie s'arrêta parmi les enfants d'Israël » (25:7-8). « Dieu dit à Moïse : « Phinées, fils d'Éléazar, fils d'Aaron, le prêtre, a détourné ma fureur de dessus les enfants d'Israël, parce qu'il a été animé de ma jalousie au milieu d'eux ; et je n'ai point, dans ma jalousie, consumé les enfants d'Israël. C'est pourquoi je lui accorde mon alliance de paix : ce sera, pour lui et pour sa postérité après lui, l'alliance d'un sacerdoce perpétuel, parce qu'il a été jaloux pour son Dieu, et qu'il a fait l'expiation pour les enfants d'Israël » » (25:10-13).
Ensuite, au ch. 31, Moïse envoie une armée « exécuter la vengeance de Dieu » sur les Madianites. « Moïse les envoya au combat, mille hommes par tribu, eux et Phinées, le fils d'Éléazar, le prêtre, qui avait avec lui les instruments sacrés et les trompettes retentissantes. Ils s'avancèrent contre Madian, selon l'ordre que Dieu avait donné à Moïse, et ils tuèrent tous les mâles » (31:6-7).
Ce passage biblique a été souvent allégué pour défendre le droit des autorités d'infliger la mort aux hérétiques, par exemple par Optat de Milève, qui semble avoir été le premier théologien chrétien à défendre ce droit.
Phinées réapparaît dans le Livre de Josué (22:13-33). La tribu de Ruben, celle de Gad et une demi-tribu de Manassé se sont vu attribuer le territoire du royaume de Moab, à l'est du Jourdain, tandis que toutes les autres sont à l'ouest. Elles bâtissent un grand autel au bord du Jourdain, ce qui est interprété par les autres comme un abandon du culte de Dieu. « Les enfants d'Israël envoyèrent auprès des fils de Ruben, des fils de Gad et de la demi-tribu de Manassé, au pays de Galaad, Phinées, fils du prêtre Éléazar, et avec lui dix princes, un prince de maison patriarcale pour chacune des tribus d'Israël » (22:13). Les représentants des tribus incriminées expliquent que la construction de l'autel a été mal interprétée. Phinées et ses compagnons repartent satisfaits de l'explication donnée.
Ce personnage est considéré comme un saint par l'Église orthodoxe, fêté le 2 septembre en même temps que son père Éléazar.